# Nososticta coelestina
Nososticta coelestina is een libellensoort uit de familie van de Protoneuridae, onderorde juffers (Zygoptera).
De soort staat op de Rode Lijst van de IUCN als niet bedreigd, beoordelingsjaar 2007, de trend van de populatie is volgens de IUCN stabiel.
De wetenschappelijke naam van de soort is voor het eerst geldig gepubliceerd in 1906 door Tillyard.